# Riedberger Horn

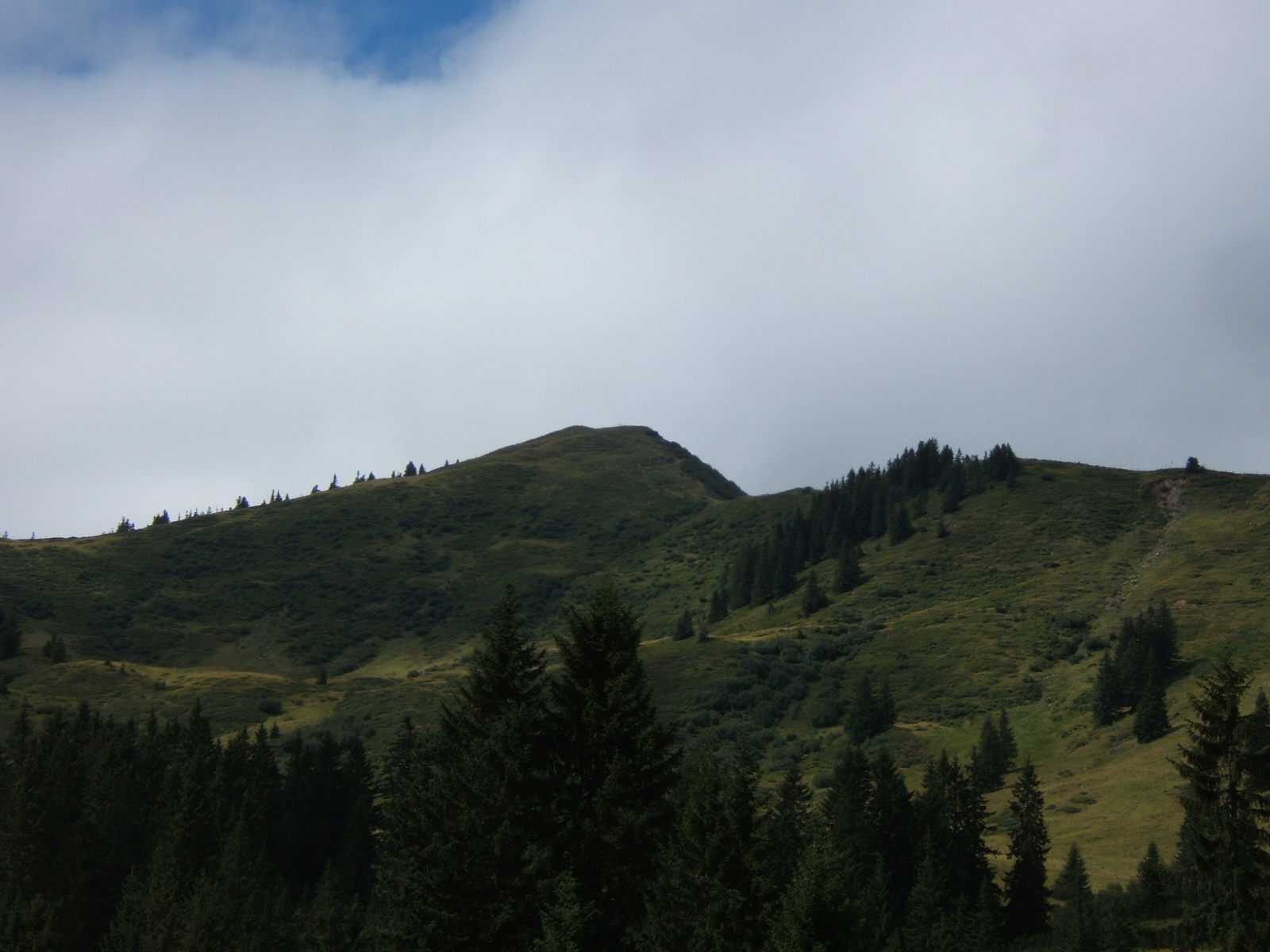
Vom Bolgengrat

Das Riedberger Horn (auch Riedbergerhorn) ist mit 1787 m ü. NHN der höchste Berg der Hörnergruppe in den westlichen Allgäuer Alpen. Er liegt zwischen Balderschwang und Obermaiselstein im bayerischen Landkreis Oberallgäu (Deutschland).

## Geografie

### Lage
Das Riedberger Horn erhebt sich als markanter Grasberg 4,4 km ostsüdöstlich von Balderschwang und 1,9 km nordwestlich vom Riedbergpass, dessen Passstraße Hittisau in Vorarlberg (Österreich) im Westen und Fischen im Allgäu in Bayern im Osten miteinander verbindet. Auf dem Gipfel stoßen die Gemeindegrenzen von Balderschwang im Nordwesten, Bolsterlang im Nordosten und Obermaiselstein im Süden aufeinander. Der etwas niedrigere östliche Nachbarberg ist der Wannenkopf (1712,2 m).
Etwa 300 m nordnordöstlich des Hauptgipfels liegt ein Nebengipfel (1754 m) mit einer kleinen Sendestation. Dort gabelt sich der Grat nach Nordwesten zum Dreifahnenkopf (1628 m) mit dem jenseits davon gelegenen Höllritzereck (1669,3 m) und nach Nordosten zum Großen Ochsenkopf (1662 m).

### Naturräumliche Zuordnung

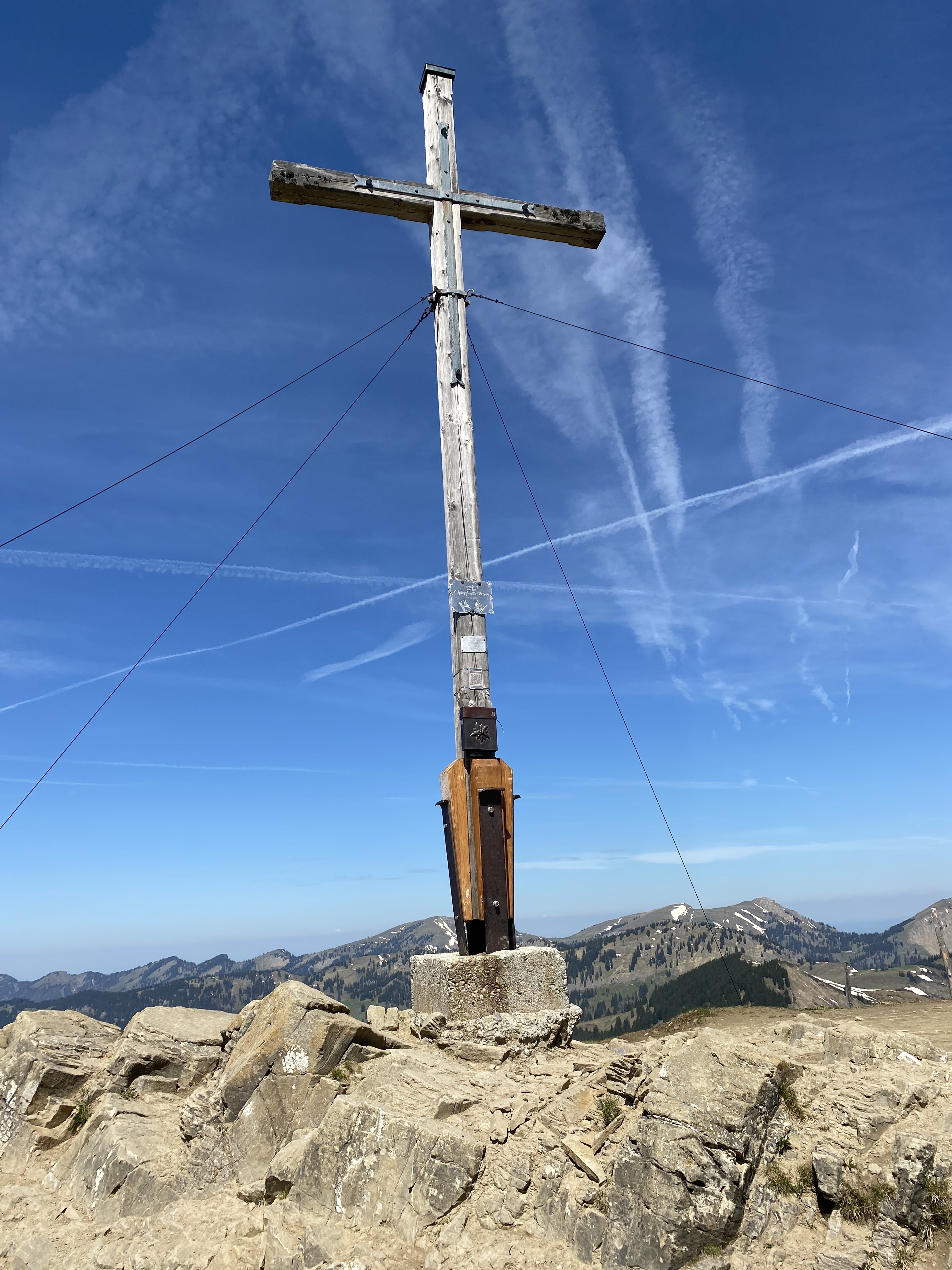
Gipfelkreuz auf dem Riedberger Horn (2022)

Das Riedberger Horn gehört in der naturräumlichen Haupteinheitengruppe Flyschalpen (Nr. 94), in der Haupteinheit Vorarlberger und Westallgäuer Flyschalpen (940) und in der Untereinheit Nördliche Vorarlberger und Westallgäuer Flyschalpen (940.0) zum Naturraum Riedberghorngruppe (940.00).
Die Landschaft fällt nach Südwesten in das Tal der (westlichen) Bolgenach im zur Haupteinheit Becken und Talböden im Westteil der Vorarlberg-Allgäuer Alpen (900) und zur Untereinheit Täler und Becken im Einzugsgebiet der Bregenzerach (900.6) zählenden Naturraum Balderschwanger Tal (900.64) ab; nach Osten fällt sie durch das Tal der (östlichen) Bolgenach in den Naturraum Terrasse von Bolsterlang (901.01) ab und nach Nordosten in das Tal des Ostertalbachs in der Untereinheit Tal der Gunzesrieder Ach (901.4), die beide Teil der Haupteinheit Becken und Talböden im Ostteil der Vorarlberg-Allgäuer Alpen (901). Sie alle gehören zur Haupteinheitengruppe Becken und Talböden zwischen den Hauptgruppen der Alpen (90).
Nach Südosten leitet die Landschaft im Tal der Schönberger Ach in den Naturraum Schrattenkalkgewölbe zwischen Bolgenach und Hörnlesbach (950.1) über, die in der Haupteinheitengruppe Nördliche Kalk-Westalpen (95) zur Haupteinheit Vorarlberg-Allgäuer Quintner und Schrattenkalkgewölbe (950) gehört.
Nach Nordwesten leitet die Landschaft jenseits des Höllritzer Eck im Tal des Stubenbachs in die Untereinheit Siplingerkopf-Schichtkamm (960.2) über, die in der Haupteinheitengruppe Schweizer und Allgäuer Nagelfluhschichtkämme (96) zur Haupteinheit Allgäuer Nagelfluhschichtkämme (960) zählt.

### Rhein-Donau- und europäische Hauptwasserscheide
Über das Riedberger Horn, das südöstlich davon liegende Schönbergjoch (ca. 1345 m), eine etwa 250 m südwestlich von diesem Gebirgsübergang befindliche Erhebung (1360 m) und den wiederum südöstlich davon gelegenen Schafkopf (1627 m) führt die europäische Hauptwasserscheide. Auf deren Verlauf zwischen den Einzugsgebieten zweier gleichnamiger Fließgewässer – (westliche) Bolgenach (Weißach) und (östliche) Bolgenach (Weiler Ach) – ist der Berg einer der höchsten Gipfel nördlich des Ifen und des Gottesackerplateaus.
Etwa 3,8 km südsüdöstlich des Riedberger Horns und 1,9 km südlich des Riedbergpasses entspringt am Südfuß des Schafkopf die (westliche) Bolgenach, welche die Westseite des Berges und des Grats bis zum Heidenkopf (1685 m) durch die Weißach, die Bregenzer Ach sowie Bodensee und den Rhein in überwiegend nordwestlicher Richtung in die Nordsee entwässert.
Außerdem liegen nördlich bzw. südlich des Bergkamms zwischen Riedberger Horn im Westen und Wannenkopf im Osten die Quellgebiete beider Quellbäche der Weiler Ach: Südöstlich vom Riedberger Horn entsteht ein aus vielen Bächlein gespeister Gebirgsbach, der südwestlich des Wannenkopfs über die Grasgehrenalpe fließt, den Riedbergpass wenige Meter westlich passiert sowie durch den Ränker Tobel läuft und dann die vom Schönbergjoch kommende Schönberger Ach speist; ostnordöstlich des Berges entsteht die auch aus zahlreichen Gebirgsbächlein gespeiste und nördlich am Wannenkopf vorbeifließende (östliche) Bolgenach. Das Wasser beider Quellbäche, Schönberger Ach und (östliche) Bolgenach, fließt durch die Ach, Iller und Donau in hauptsächlich ostsüdöstlicher Richtung in das Schwarze Meer. Nördlich des oben erwähnten Nebengipfels entwässert das Ostertal durch den Ostertalbach und die Gunzesrieder Ach ebenfalls zur Iller.

## Geologie
Geologisch besteht das Riedberger Horn aus dem leicht verwitterbaren Flysch, einer weichen, oft feuchten Gesteinsschicht, die durch Verwitterung entstand. Es zählt dadurch zu den Blumenbergen der Allgäuer Alpen.

## Flora und Fauna
Entlang den Flanken des Riedberger Horn finden sich sowohl Heidelbeer- als auch Alpenrosenbestände. Im Winter sollten die in den Knieholzhängen lebenden Raufußhühner nicht gestört werden. Insbesondere gibt es ein großes Vorkommen vom Birkhuhn, das durch Pläne zum Bau von Seilbahn- und Skipisten-Neubauten gefährdet ist. Eine Ergänzung des Europäischen Vogelschutzgebietes Hoher Ifen und Piesenkopf (DE 8526-401) durch das Riedberger Horn wird gefordert.

## Schutzgebiete
Auf dem Riedberger Horn liegen Teile des Landschaftsschutzgebiets Hörnergruppe (CDDA-Nr. 395975; 1992 ausgewiesen; 68,2303 km² groß). Bis auf Hochlagen von Nord- und Osthang reichen zwei räumlich voneinander getrennte Teile des Fauna-Flora-Habitat-Gebiets Hörnergruppe (FFH-Nr. 8527-301; 11,83 km²).
Auf starke Kritik stieß im Sommer 2016 die Entscheidung der Bayerischen Staatsregierung, am Riedberger Horn eine Skischaukel zu genehmigen, obwohl das Gelände in der geschützten Zone C des Alpenplans liegt. Die damalige Umweltministerin Ulrike Scharf hatte sich klar dagegen ausgesprochen. Im Parlament drückte die CSU das Projekt gegen die Opposition durch. Es sollte eine Skipiste mit Achter-Sessellift, Beschneiungsanlage und Speichersee im geschützten Bergwald gebaut werden. Die bayerischen Naturschutzverbände begannen eine Klage vor Gericht und organisierten einen Protestzug vor die Staatskanzlei in München. Im April 2018 wurde das Projekt jedoch von Ministerpräsident Markus Söder überraschend gekippt und der Alpenplan rückgeändert. Insgesamt sollen 20 Millionen Euro für die Stärkung eines naturverträglichen Tourismus im südlichen Oberallgäu ausgegeben werden. Die Einrichtung soll besondere Erlebnisse im alpinen Naturraum bieten und dazu beitragen, diesen zu schützen – etwa durch eine Besucherlenkung. Dazu wurde im Februar 2020 ein Zentrum Naturerlebnis Alpin (ZNAlp) gegründet und drei Rangerinnen angestellt.

## Sport

### Skifahren
Das Riedberger Horn wird bei Skitourenfreunden als Skiberg geschätzt, weil dieser Berg nach allen Seiten zu befahren ist. Luis Trenker lobte die Erhebung als „schönsten Skiberg Deutschlands“.
Unter dem Riedberger Horn erschließen insgesamt fünf Lifte die weiten Hänge im Kessel der Grasgehrenalpe. Somit gilt es auch als ein kleines, aber schneesicheres Skigebiet. Die Talstation liegt auf 1.450 Meter Höhe, der höchste Punkt auf knapp 1.700 Metern. Die Abfahrtspisten sind überwiegend leicht bis mittelschwer.

### Wandern
In der schneefreien Zeit wird das Riedberger Horn von Wanderern aufgesucht. Eine Reihe von Aufstiegsmöglichkeiten macht die Touren abwechslungsreich, weil man zum Abstieg eine andere Seite wählen kann. Das Gebiet um das Riedberger Horn wird als „ideales, ungefährliches Wandergebiet“ charakterisiert, das zu erwandern „auch mit Kindern möglich ist“. Steil und etwas anspruchsvoller ist lediglich der Anstieg über den Nordostgrat (T3).
Auf dem breiten, unbewaldeten Gipfelplateau befindet sich ein großes Kreuz, bei dem verschiedene Wander- und Aufstiegswege zusammentreffen. Von dort hat man an klaren Tagen einen Rundblick vom Bodensee über die Berge des Bregenzer Waldes und die Gletscher der Schesaplana bis zu den Lechtalern Alpen, auf die Nagelfluhketten, auf die hellen Kreidewände des Gottesackers, auf den Allgäuer Hauptkamm und in das Illertal bis ins Voralpenland.
Auf einem nördlichen Ausläufer des Riedberger Horn steht auf 1500 m Höhe die Schwabenhütte des Skiclubs Schwaben und im südöstlichen Talkessel die privat bewirtschaftete Grasgehrenhütte. Am südwestlichen Hang des Riedbergerhorns sind noch die zwei bewirtschafteten Alpen Hörnle und Mittelalpe über Wanderwege zu erreichen, die beide eine Aussicht in Richtung Kleinwalsertal bzw. Hoher Ifen bieten und westwärts über den Bregenzerwald. Daneben befindet sich im nordöstlichen Talkessel, dem Bolgental, die bewirtschaftete Alphütte der Bolgenalpe und talauswärts die ebenfalls bewirtschaftete Zunkleiten Alpe.

### Skiführer
- Riedberger Horn. In: Kristian Rath: Skitouren und Skibergsteigen Allgäu, Panico Alpinverlag, Köngen 1999, S. 142–143, ISBN 3-926807-73-3.
- Riedbergerhorn. In: Dieter Seibert: Allgäuer Alpen und Lechtal – 50 Skitouren für Einsteiger und Genießer, Rother Skiführer, München 2005, S. 50–51, ISBN 3-7633-5916-8.
- Riedberger Horn. In: Dieter Seibert: Skiführer Allgäuer Alpen, Bergverlag Rother, München 1986, mit Kartenmaterial 1:50.000, S. 51–56, ISBN 3-7633-5224-4.
- Von Obermaiselstein auf das Riedberger Horn. In: Rosi Mittermaier und Christian Neureuther: Die schönsten Schneeschuhtouren: Bayern, Tirol, Salzburger Land. Hrsg.: Deutscher Skilehrerverband. 2012, ISBN 978-3-7243-1043-3.

### Winterwandern
- Berghaus Schwaben und Riedberger Horn In: Heinz Hanewinkel, Winterwanderziele im Allgäu, Verlag Eberle Immenstadt 1999, S. 26–27, ISBN 3-920269-07-1.

### Wanderführer
- Riedbergerhorn. In: Dieter Seibert: Allgäu 1 – Oberallgäu und Kleinwalsertal, Rother Wanderführer, München 2004, 7. Auflage, S. 90–91, ISBN 3-7633-4289-3.
- Riedbergerhorn. In: Dieter Seibert: Alpenvereinsführer Allgäuer Alpen alpin, Bergverlag Rother, München 2004, 16. Auflage, S. 147–148, ISBN 3-7633-1126-2.
- Riedbergerhorn – auf dem höchsten Punkt der grünen Hörner. In: Robert Braun: Die schönsten oberschwäbischen Hausberge, Biberach 1997, 4. Auflage, S. 20–21, ISBN 3-924489-88-2.
- Riedberger Horn. In: Peter Nowotny: Die schönsten Bergwanderungen im Allgäu – Bergtourenführer Allgäuer Alpen, AVA Verlag Allgäu, Kempten 1999, S. 80–81, ISBN 3-924809-95-X.